# Пусанский киноцентр
Дворец кино (кор. 영화의 전당; Ёнхваый чондан) или Турераум (кор. 두레라움) — официальное эксклюзивное место проведения Пусанского международного кинофестиваля, где его церемония открытия и закрытия состоятся, расположенный в Сентум Сити города-метрополии Пусан, Республика Корея. 
Пусанский киноцентр открылся на 29 сентября 2011 почти три года после начала строительства. По состоянию на июль 2013 года, он на рекорде Гиннеса по самой длинной консольной крышей. Центр был разработан австрийской архитектурной компанией «Coop Himmelb(l)au» и построен корейской компанией «Ханджин хэви индастриз». Дворец кино состоит из трех разного размера зданий (Cine Mountain, BIFF Hill, Double Cone). 
В киноцентре проводятся экскурсии и различные лекционные программы, посвященные кинематографу. Здание является популярной туристической достопримечательностью города.   